# Franz Waxman
Franz Waxman, pseudonimo di Franz Wachsmann (Königshütte, 24 dicembre 1906 – Los Angeles, 24 febbraio 1967), è stato un compositore tedesco naturalizzato statunitense.

## Biografia
Fu un compositore tedesco di origine ebraica. È famoso quale compositore di colonne sonore.
Nei primi anni trenta orchestrò la partitura scritta da Frederick Hollander per il film L'angelo azzurro (Der blaue Engel, 1930) e scrisse colonne sonore per numerosi film tedeschi.
Con i nazisti al potere operò brevemente in Francia, componendo la musica per il film di Fritz Lang Liliom. Arrivò negli Stati Uniti nel 1935.
Nel corso della sua carriera ha ottenuto dodici nomination al Premio Oscar, vincendolo per due anni consecutivi con Viale del tramonto e Un posto al sole.
Waxman morì di cancro all'età di 60 anni.

## Filmografia parziale
- La frenesia dell'avventura (Einbrecher), regia di Hanns Schwarz (1930)
- Das Kabinett des Dr. Larifari, regia di Robert Wohlmuth (1930)
- Saluti e baci (Gruß und Kuß, Veronika!), regia di Carl Boese (1933)
- La moglie di Frankenstein (Bride of Frankenstein), regia di James Whale (1935)
- Gli amori di Susanna (The Affair of Susan), regia di Kurt Neumann (1935)
- La sposa vestiva di rosa (The Bride Wore Red), regia di Dorothy Arzner (1937)
- Furia (Fury), regia di Fritz Lang (1936)
- Capitani coraggiosi (Captains Courageous), regia di Victor Fleming (1937)
- A Christmas Carol, regia di Edwin L. Marin (1938)
- 4 in paradiso (The Young in Heart), regia di Richard Wallace (1938)
- Rebecca - La prima moglie (Rebecca), regia di Alfred Hitchcock (1940)
- Scandalo a Filadelfia (The Philadelphia Story), regia di George Cukor (1940)
- Il sospetto (Suspicion), regia di Alfred Hitchcock (1941)
- Il dottor Jekyll e mr. Hyde (Dr. Jekyll and Mr. Hyde), regia di Victor Fleming (1941)
- Se mi vuoi sposami (Honky Tonk), regia di Jack Conway (1941)
- La donna del giorno (Woman of the Year), regia di George Stevens (1942)
- 7 ragazze innamorate (Seven Sweethearts), regia di Frank Borzage (1942)
- Il ritorno del lupo (Whistling in Dixie), regia di S. Sylvan Simon (1942)
- La signora Skeffington (Mr. Skeffington), regia di Vincent Sherman (1944)
- Le tigri della Birmania (God Is My Co-Pilot), regia di Robert Florey (1945)
- Obiettivo Burma! (Objective, Burma!), regia di Raoul Walsh (1945)
- Perdutamente (Humoresque), regia di Jean Negulesco (1946)
- L'alibi di Satana (The Unsuspected), regia di Michael Curtiz (1947)
- Smarrimento (Nora Prentiss), regia di Vincent Sherman (1947)
- Sempre più notte (Night Unto Night), regia di Don Siegel (1949)
- Le furie (The Furies), regia di Anthony Mann (1950)
- Viale del tramonto (Sunset Boulevard), regia di Billy Wilder (1950)
- Ho amato un fuorilegge (He Ran All the Way), regia di John Berry (1951)
- Un posto al sole (A Place in the Sun), regia di George Stevens (1951)
- Più forte dell'amore (The Blue Veil), regia di Curtis Bernhardt e, non accreditato, Busby Berkeley (1951)
- I deportati di Botany Bay (Botany Bay), regia di John Farrow (1953)
- I gladiatori (Demetrius and the Gladiators), regia di Delmer Daves (1954)
- Il principe coraggioso (Prince Valiant), regia di Henry Hathaway (1954)
- La finestra sul cortile (Rear Window), regia di Alfred Hitchcock (1954)
- L'amante proibita (This is My Love), regia di Stuart Heisler (1954)
- Il calice d'argento (The Silver Chalice), regia di Victor Saville (1954)
- La nave matta di Mister Roberts (Mister Roberts), regia di Mervyn LeRoy, John Ford (1955)
- Ritorno dall'eternità (Back from Eternity), regia di John Farrow (1956)
- L'aquila solitaria (The Spirit of St. Louis), regia di Billy Wilder (1957)
- I peccatori di Peyton (Peyton Place), regia di Mark Robson (1957)
- La storia di una monaca (The Nun's Story), regia di Fred Zinnemann (1959)
- La storia di Ruth (The Story of Ruth), regia di Henry Koster (1960)
- Cimarron, regia di Anthony Mann (1960)
- Taras il magnifico (Taras Bulba), regia di J. Lee Thompson (1962)
- Le avventure di un giovane (Hemingway's Adventures of a Young Man), regia di Martin Ritt (1962)
- La mia geisha (My Geisha), regia di Jack Cardiff (1962)
- Né onore né gloria (Lost Command), regia di Mark Robson (1966)